# Église vieille-orthodoxe pomore de Pologne
L'Église vieille-orthodoxe pomore de Pologne (en russe : Древлеправославная Поморская Церковь Польши), Église des Vieux-Croyants de l'Est de la République polonaise (en russe : Восточная старообрядческая церковь в Польской Республике) ou Église des Vieux-Croyants de l'Est (en russe : Восточная старообрядческая церковь, en polonais : Wschodni Kościół Staroobrzędowy), est la plus importante des dénominations non presbytériennes (« sans prêtres ») des orthodoxes vieux-croyants en Pologne. Les Vieux-croyants de Pologne sont une minorité dans la minorité russe du pays.
Le chef de l'Église, président du Conseil suprême, est Metchislav Terentievitch Kaplanov (depuis juillet 2006).

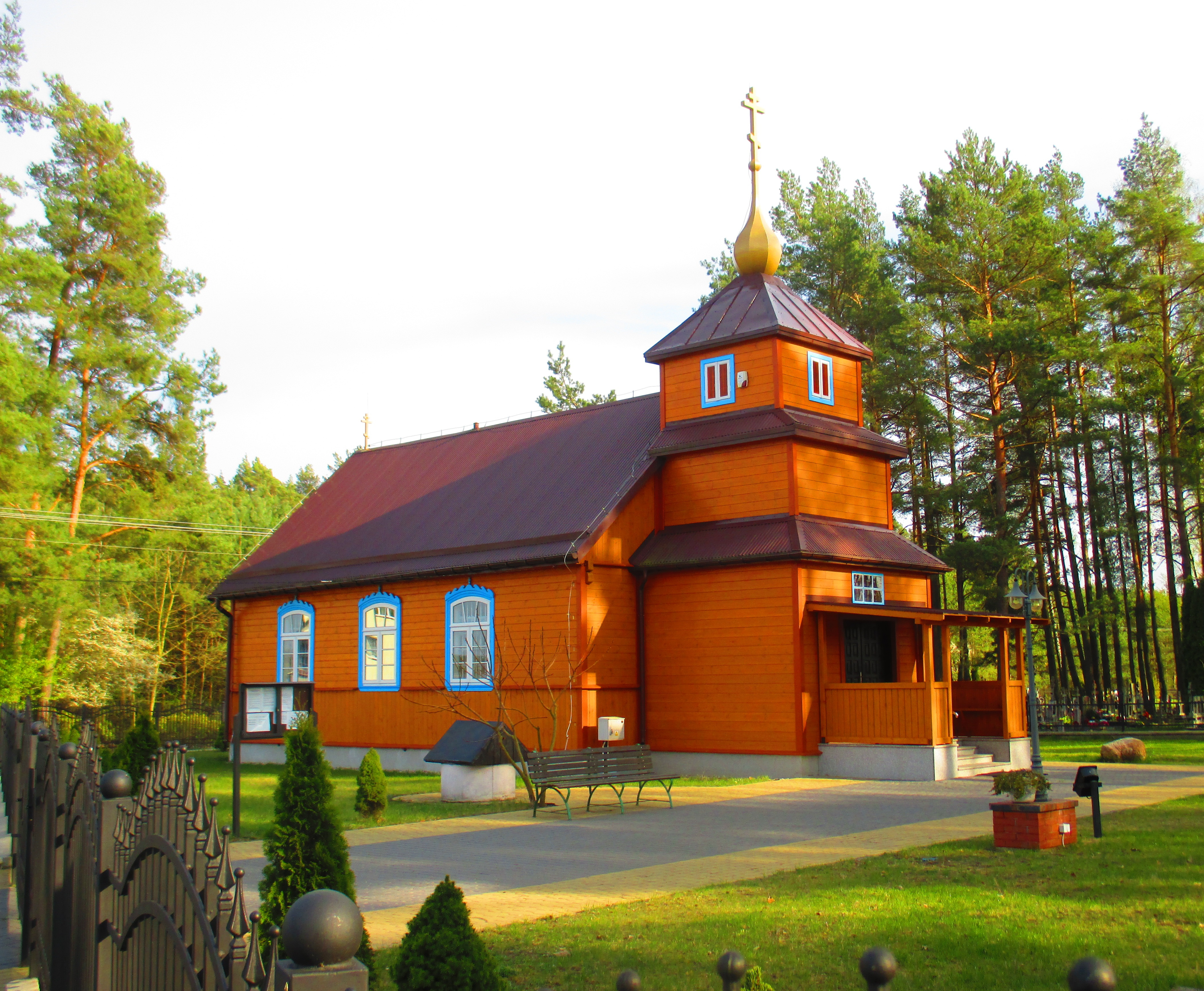
Église de Gabowe Grądy (construite en 1948)

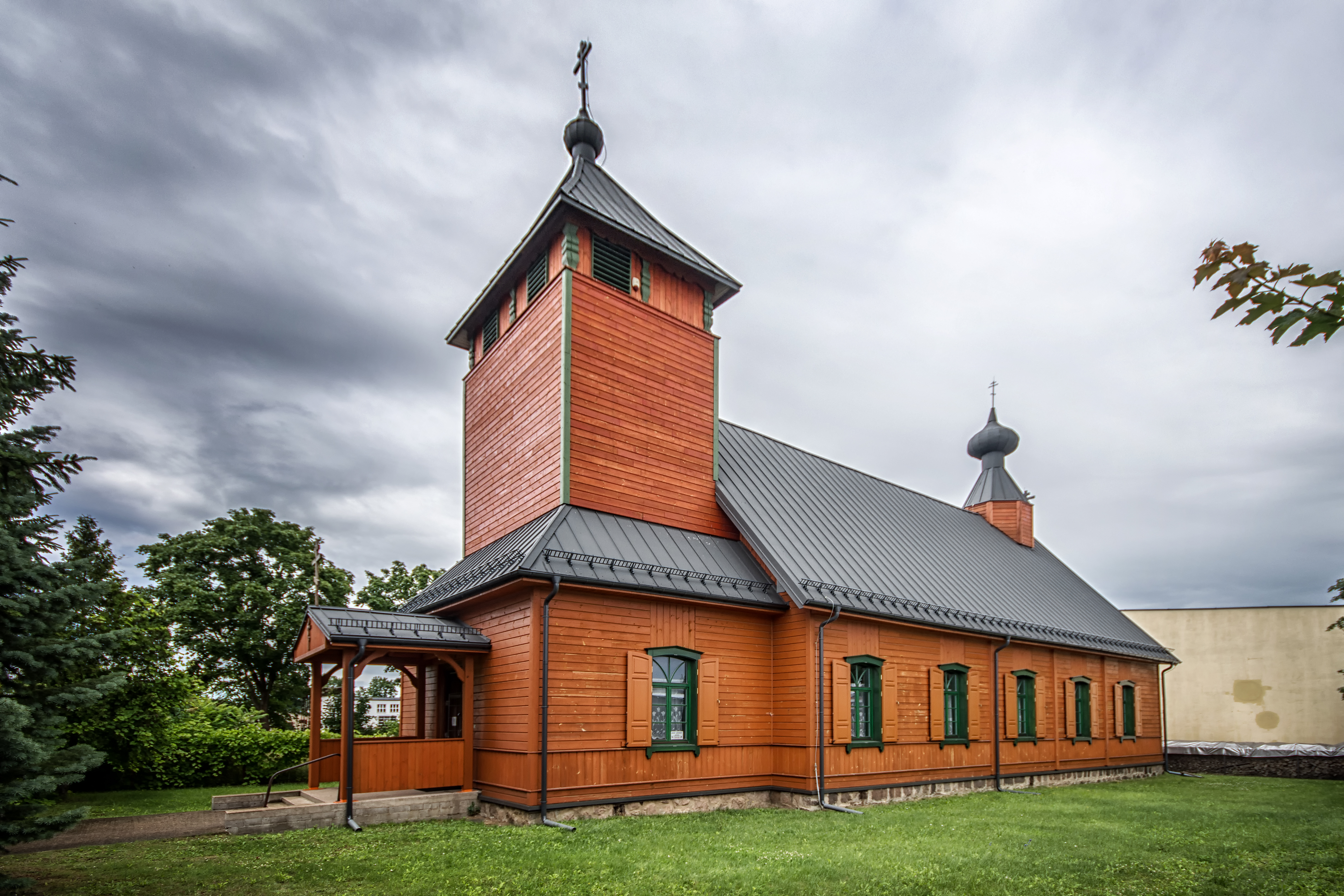
Église de Suwałki (construite en 1910-1912)

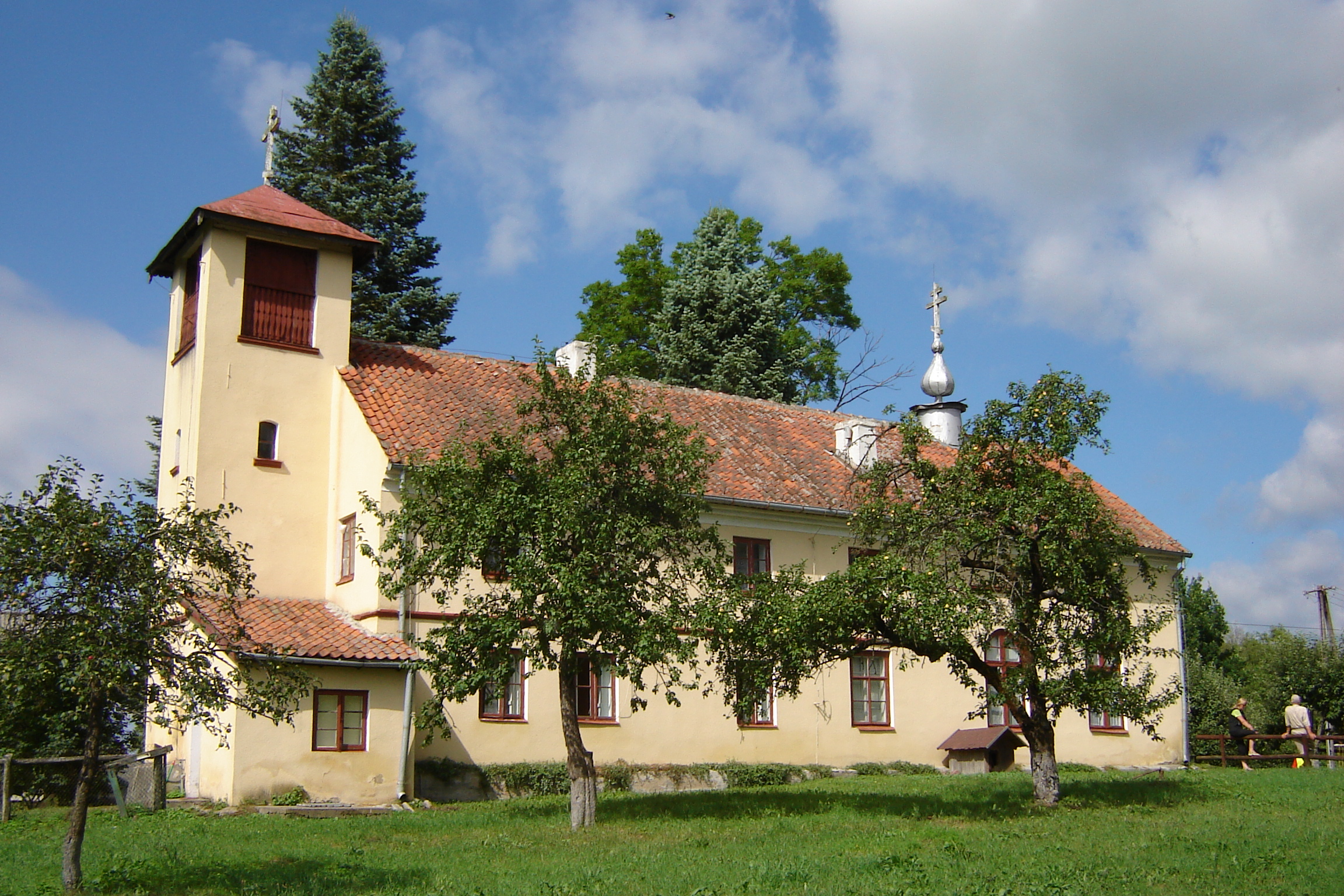
Église de Wojnowo

L'Église est membre du Conseil unifié de l'Église vieille-orthodoxe pomore.

## Histoire

### Réformes du patriarche Nikon et raskol
En 1653, le patriarche de Moscou Nikon introduit des modifications dans le rituel pour le rapprocher de l'usage byzantin. Ces réformes soulèvent la réprobation des traditionalistes de l'Église orthodoxe russe menés par l'archiprêtre Avvakoum,,. Le concile de 1666-1667 entérine les réformes et prononce l'anathème contre les opposants en les déclarant schismatiques. Ce schisme est généralement appelé « raskol » ou « raskol nikonien » (никонианский раскол) [par les Vieux-croyants]. Les Vieux-croyants vont être persécutés par l'État et l'Église officielle, avec une sévérité variable, jusqu'à la fin de l'Empire russe. Du fait de la répression, des communautés de Vieux-croyants s'installent aux confins de l'Empire ou fuient et s'installent en dehors, notamment dans la république des Deux Nations.
Vers 1710, les Vieux-croyants se divisent en deux branches :
- les Vieux-croyants presbytériens (« avec prêtres ») ne renoncent pas au sacerdoce. Ils acceptent le ralliement de prêtres ordonnés dans l'Église « nikonienne » et cherchent à rétablir une Église avec une triple hiérarchie ;
- les Vieux-croyants non-presbytériens (« sans prêtres ») renoncent définitivement au sacerdoce, considérant qu'il n'y a plus dans le monde une hiérarchie orthodoxe légitime.

### Vieux-croyants pomores et nouveaux-pomores
L'Église vieille-orthodoxe pomore ou « confession de Danilov » fut fondée en Carélie orientale par Danila Vikouline et les frères Denissov.

### Installation des Vieux-croyants en Pologne
Des vieux-croyants de Lituanie et de Courlande ont commencé à s'installer dans la région de Suwałki dans le dernier tiers du XVIIIe siècle. Ils étaient Théodosiens (Fedoseevites) pour la majorité d'entre eux.

### République des Deux Nations et Empire russe
Après les trois partages de la Pologne à la fin du XVIIIe siècle, le pays cesse d'exister politiquement en 1795. Une partie du territoire de la Pologne est alors intégré à l'Empire russe.
En 1905 (Révolution russe de 1905), l'Édit de tolérance religieuse de Nicolas II met fin aux persécutions étatiques des Vieux-Croyants qui cessent aussi d'être appelés schismatiques. S'ouvre alors une période d' « Âge d'or », qui va durer une dizaine d'années jusqu'à la révolution bolchévique, pendant laquelle les Vieux-croyants vont pouvoir jouir de la liberté religieuse.

### Deuxième république de Pologne (1918-1945)
- 1928 : ordonnance du président de la république de Pologne donnant un statut juridique à l'Église des Vieux-Croyants de Pologne[8].

### République populaire de Pologne (1945-1989)
- 1983 : restauration du Conseil de l'Église vieille-orthodoxe pomore de Pologne avec quatre communautés.

### Histoire moderne
- 1993 : participation au Conseil international de l'Église vieille-orthodoxe pomore (devenu Conseil unifié en 2002).

## Doctrine et pratiques
L'Église vieille-orthodoxe pomore de Pologne, conformément aux caractéristiques canoniques et historiques de l'Église vieille-orthodoxe pomore, n'a pas une triple hiérarchie (diacres, presbytres [prêtres], évêques), mais selon ses traditions et sa doctrine, elle est une et indivisible. Il existe un rite du service divin non sacerdotal. Toutes les fonctions sont occupées par des laïcs.
L'Église reconnaît tous les sacrements de l'Église orthodoxe mais ne peut en accomplir que deux, faute de prêtres : le sacrement du baptême et le sacrement du repentir (confession), qui sont autorisés aux laïcs. L'Église reconnaît et célèbre le rite du mariage.

## Organisation
L'Église est dirigée par le Président du Conseil suprême.
Les communautés locales, très autonomes, adhèrent à l'Église en acceptant la Charte qui la régie.
L'Église compte 3 communautés (2021) :
- Gabowe Grądy. Installation des Vieux-Croyants dans le village vers 1867.
- Suwałki. Maison de prière en bois construite en 1910-1912.
- Wojnowo. Village fondé en 1830.

Au niveau international, le Conseil suprême de l'Église de Pologne est membre du Conseil unifié de l'Église vieille-orthodoxe pomore (nouveau nom depuis 2001, du Conseil international de coordination, créé en 1992).

## Mouvements centrifuges
Au début du XXIe siècle, un conflit a eu lieu dans la communauté de Gabowe Grądy. Mariusz Jefimow, un de ses responsables, a fini par quitter la communauté, entrainant à sa suite une petite partie des membres. Il a ensuite créé une nouvelle juridiction en 2013, l'Église vieille-orthodoxe des Vieux-croyants (de Pologne) (en polonais : Staroprawosławna Cerkiew Staroobrzędowców). Une nouvelle église a été construite pour la nouvelle communauté.